# Wizard (Martin Garrix & Jay Hardway)
Wizard is een nummer en single van Martin Garrix samen met Jay Hardway.

## Hitnoteringen

### Nederlandse Top 40
| Hitnotering: 07-12-2013 t/m 01-03-2014 | Hitnotering: 07-12-2013 t/m 01-03-2014 | Hitnotering: 07-12-2013 t/m 01-03-2014 | Hitnotering: 07-12-2013 t/m 01-03-2014 | Hitnotering: 07-12-2013 t/m 01-03-2014 | Hitnotering: 07-12-2013 t/m 01-03-2014 | Hitnotering: 07-12-2013 t/m 01-03-2014 | Hitnotering: 07-12-2013 t/m 01-03-2014 | Hitnotering: 07-12-2013 t/m 01-03-2014 | Hitnotering: 07-12-2013 t/m 01-03-2014 | Hitnotering: 07-12-2013 t/m 01-03-2014 | Hitnotering: 07-12-2013 t/m 01-03-2014 | Hitnotering: 07-12-2013 t/m 01-03-2014 | Hitnotering: 07-12-2013 t/m 01-03-2014 | Hitnotering: 07-12-2013 t/m 01-03-2014 |
| Week:                                  | 1                                      | 2                                      | 3                                      | 4                                      | 5                                      | 6                                      | 7                                      | 8                                      | 9                                      | 10                                     | 11                                     | 12                                     | 13                                     |                                        |
| -------------------------------------- | -------------------------------------- | -------------------------------------- | -------------------------------------- | -------------------------------------- | -------------------------------------- | -------------------------------------- | -------------------------------------- | -------------------------------------- | -------------------------------------- | -------------------------------------- | -------------------------------------- | -------------------------------------- | -------------------------------------- | -------------------------------------- |
| Positie:                               | 23                                     | 13                                     | 14                                     | 15                                     | 17                                     | 19                                     | 19                                     | 20                                     | 18                                     | 22                                     | 30                                     | 30                                     | 40                                     | uit                                    |

### NederlandseSingle Top 100
| Hitnotering: 07-12-2013 t/m | Hitnotering: 07-12-2013 t/m | Hitnotering: 07-12-2013 t/m | Hitnotering: 07-12-2013 t/m | Hitnotering: 07-12-2013 t/m | Hitnotering: 07-12-2013 t/m | Hitnotering: 07-12-2013 t/m | Hitnotering: 07-12-2013 t/m | Hitnotering: 07-12-2013 t/m | Hitnotering: 07-12-2013 t/m | Hitnotering: 07-12-2013 t/m | Hitnotering: 07-12-2013 t/m | Hitnotering: 07-12-2013 t/m | Hitnotering: 07-12-2013 t/m | Hitnotering: 07-12-2013 t/m | Hitnotering: 07-12-2013 t/m | Hitnotering: 07-12-2013 t/m | Hitnotering: 07-12-2013 t/m | Hitnotering: 07-12-2013 t/m | Hitnotering: 07-12-2013 t/m | Hitnotering: 07-12-2013 t/m |
| Week:                       | 1                           | 2                           | 3                           | 4                           | 5                           | 6                           | 7                           | 8                           | 9                           | 10                          | 11                          | 12                          | 13                          | 14                          | 15                          | 16                          | 17                          | 18                          | 19                          | 20                          |
| --------------------------- | --------------------------- | --------------------------- | --------------------------- | --------------------------- | --------------------------- | --------------------------- | --------------------------- | --------------------------- | --------------------------- | --------------------------- | --------------------------- | --------------------------- | --------------------------- | --------------------------- | --------------------------- | --------------------------- | --------------------------- | --------------------------- | --------------------------- | --------------------------- |
| Positie:                    | 17                          | 20                          | 24                          | 20                          | 16                          | 24                          | 25                          | 30                          | 36                          | 41                          | 45                          | 50                          | 65                          | 56                          | 68                          | 66                          | 74                          | 74                          |                             |                             |